# January Ziambo
January Ziambo (9 september 1980) is een Zambiaans voormalig voetballer. Ziambo was een spits die een groot deel van zijn loopbaan in Albanië speelde. Hij kwam vijfmaal uit voor het nationaal elftal.

## Clubs
- 1999-01 : Kabwe Warriors FC (Zambia)
- 2002-03 : KS Bylis Ballsh
- 2002-04 : KS Dinamo Tiranë
- 2004-05 : KS Vllaznia Shkodër
- 2004-05 : Olympiakos Nicosia (Cyprus)
- 2005-06 : KS Teuta Durrës
- 2006-08 : KS Kastrioti Krujë
- 2008-09 : KS Bylis Ballsh
- 2009-11 : KF Gramshi
- 2011-13: KS Kamza